# Annabelle Dexter-Jones
Annabelle Dexter-Jones (Londres, 25 de outubro de 1986) é uma atriz britânica. Ela é mais conhecida por interpretar Naomi Pierce em Succession.

## Filmografia

### Cinema
| Ano  | Título                 | Papel                   | Notas          |
| ---- | ---------------------- | ----------------------- | -------------- |
| 2003 | Wholey Moses           | Matti                   | Curta-metragem |
| 2012 | Missed Connections     | Lauren                  |                |
| 2012 | Holy Motors            | Assistente de fotógrafo |                |
| 2012 | The Gallerina          | Gallerina               | Curta-metragem |
| 2013 | And After All          | Charlotte               | Curta-metragem |
| 2013 | Pretty Girls           | Anna                    | Curta-metragem |
| 2014 | Asthma                 | Lilly                   |                |
| 2015 | The Nymphets           | Brittany                |                |
| 2015 | At Home with Mystic    | Melanie                 | Curta-metragem |
| 2015 | Ava's Possessions      | Hazel                   |                |
| 2015 | #Horror                | Molly                   |                |
| 2016 | White Girl             | Alexa                   |                |
| 2017 | Cecile on the Phone    | Cecile                  | Curta-metragem |
| 2017 | The Meyerowitz Stories | Garota da galeria       |                |
| 2018 | Under the Silver Lake  | Fannie                  |                |
| 2019 | Ravage                 | Harper                  |                |
| 2019 | Josie & Jack           | Lily                    |                |
| 2023 | Bad Things             | Fran                    |                |
| 2023 | Helen's Dead           | Leila                   |                |
| 2025 | Bird in Hand           | Leigh                   |                |

### Televisão
| Ano       | Título                          | Papel                             | Notas                        |
| --------- | ------------------------------- | --------------------------------- | ---------------------------- |
| 2016      | Red Oaks                        | Xan                               | 6 episódios                  |
| 2019–2023 | Succession                      | Naomi Pierce                      | 8 episódios                  |
| 2022      | The Calling                     | Dania Miller                      | 4 episódios                  |
| 2023-2024 | Based on a True Story           | Serena                            | 6 episódios                  |
| 2023-2024 | American Horror Story: Delicate | Sonia Shawcross / Adeline Harding | 9 episódios                  |
| 2025      | Hal & Harper                    | Trabalhadora do Sexo              | Episódio: "Didn't Even Hurt" |